# Paradoja del cuervo

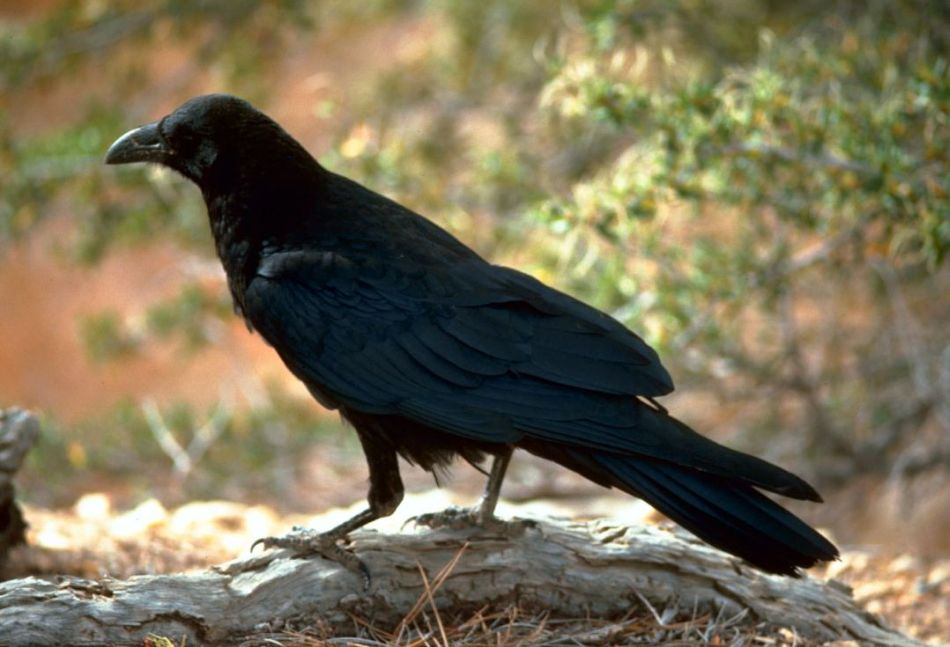
Cuervo negro.

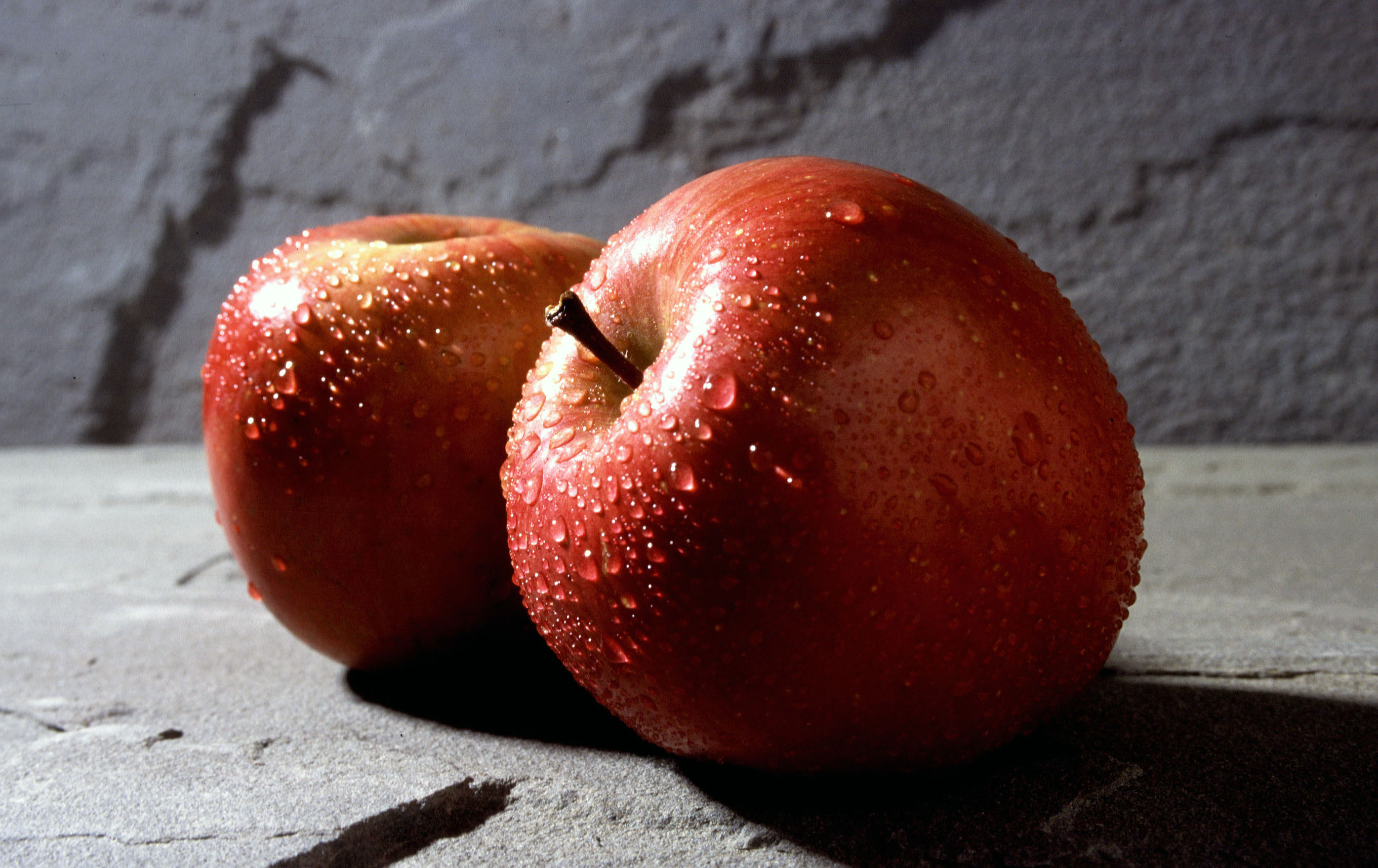
No-negro, no-cuervo.

La paradoja del cuervo fue propuesta por el filósofo alemán Carl Hempel en la década de 1940 para ilustrar un problema donde la lógica inductiva desafía a la intuición. Esta paradoja se conoce también como paradoja de la negación o paradoja de Hempel.

## Paradoja
Hempel describe la paradoja en términos de las hipótesis:
(1) Todos los cuervos son negros. En forma de implicación, esto se puede expresar como: Si algo es un cuervo, entonces es negro.
Por contraposición, esta frase es el equivalente de:
(2) Si algo no es negro, entonces no es un cuervo.
En todas las circunstancias donde (2) es verdadero, (1) también lo es, así como en todas las circunstancias en las que (2) es falso (por ejemplo, en un mundo en el que algo que no fuera negro, pero sí fuera un cuervo), (1) sería también falso.
Dada una frase general como todos los cuervos son negros, una forma de la misma que fuera de una instancia observable específica de la clase general, típicamente se consideraría que constituye una evidencia de la frase general. Por ejemplo, 
(3) El cuervo que tengo de mascota es negro.
Es una evidencia que confirma la hipótesis de que todos los cuervos son negros.
La paradoja aparece cuando el mismo proceso se aplica a la frase (2). Viendo una manzana verde, uno puede observar:
(4) La manzana verde no es negra, entonces no es un cuervo.
Con el mismo razonamiento, la frase evidencia que (2) si algo no es negro, entonces no es un cuervo. Pero dado que esta frase es lógicamente equivalente a (1) todos los cuervos son negros, sugiere que ver una manzana verde aporta evidencia de que los cuervos son negros. Esta conclusión parece paradójica porque implica que se ha ganado información sobre cuervos observando una manzana.

## Descripción detallada
Cuando durante miles de años la gente ha observado hechos que se acomodan bien en el marco de una teoría como la ley de la gravedad, se tiende a creer que dicha teoría tiene una alta probabilidad de ser cierta y la confianza en ella aumenta con cada nueva observación de acuerdo con ella. Este tipo de razonamiento puede sintetizarse en el principio de inducción:
- Si se observa un caso particular X consistente con la teoría T, entonces la probabilidad de que T sea cierta aumenta.

Hempel da un ejemplo del principio de inducción. Propone como teoría «todos los cuervos son negros». Si se examina a un millón de cuervos, y se observa que todos son negros, la creencia en la teoría «todos los cuervos son negros» crecerá ligeramente con cada observación. En este caso, el principio de inducción parece razonable.
Ahora bien, la afirmación «todos los cuervos son negros» es equivalente en lógica a la afirmación «todas las cosas no-negras son no-cuervos».[cita requerida] Por lo tanto, observar una manzana roja proporciona evidencia empírica para sostener esta segunda afirmación. Una manzana roja es una cosa no-negra, y cuando se la examina, se ve que es un no-cuervo. Así que, por el principio de inducción, el observar una manzana roja debería incrementar la confianza en la creencia de que todos los cuervos son negros.
Hay filósofos que han ofrecido varias soluciones a este desafío a la intuición. El lógico estadounidense Nelson Goodman ha sugerido añadir restricciones al propio razonamiento, como no considerar nunca que un caso válido «todos los P son Q» sí valida también «ningún P es Q».
Otros filósofos han cuestionado el «principio de equivalencia». A lo mejor, la manzana roja debe aumentar la creencia en la teoría «todas las cosas no-negras son no-cuervos» sin aumentar la creencia en la teoría «todos los cuervos son negros». Esta sugerencia también ha sido cuestionada, sin embargo, con el argumento de que no se puede tener distinto nivel de creencia en dos afirmaciones si se sabe que ambas son o ciertas o falsas al mismo tiempo. Goodman, y más tarde, Quine, usaron el término predicado proyectable para describir las expresiones, como cuervo y negro, que sí permiten el uso de generalizaciones inductivas. Los predicados no proyectables son aquellos como no-negro y no-cuervo, que aparentemente no lo permiten (Ver también verjo, otro predicado no proyectable inventado por Goodman). Quine sugirió que es una cuestión empírica cuáles, si alguno, de los predicados son proyectables, y observa que en un universo de infinitos objetos, el complemento de un predicado proyectable debe ser siempre no proyectable. Esto tendría la consecuencia de que, a pesar de que «todos los cuervos son negros» y «todas las cosas no-negras son no-cuervos» deben ser validados al mismo tiempo, ambos derivan su apoyo de cuervos negros, y no de no-cuervos no-negros.
Algunos filósofos han defendido que es la intuición la que falla. Observar una manzana roja realmente incrementa la probabilidad de que todos los cuervos sean negros. Después de todo, si alguien mostrase todas las cosas no-negras del universo, y se pudiese ver que no hay ningún cuervo entre ellas, se podría concluir entonces que todos los cuervos son negros. El ejemplo solo desafía a la intuición porque el conjunto de cosas no-negras es con diferencia más grande que el conjunto de cuervos. Así, observar otra cosa no-negra que no sea un cuervo debería cambiar muy poco la creencia en la teoría si se lo compara con la observación de otro cuervo que sí sea negro.
Hay una alternativa al «principio de inducción» descrito anteriormente.
Sea X una instancia de la teoría T, e I toda la información sobre el entorno.
Sea {\displaystyle \Pr(\bullet |\circ )} la probabilidad de {\displaystyle \bullet } dado {\displaystyle \circ }. Entonces,
{\displaystyle \Pr(T|XI)={\frac {\Pr(T|I)\cdot \Pr(X|TI)}{\Pr(X|I)}}}
Este principio se conoce como «teorema de Bayes». Es una de las bases de la probabilidad y la estadística. Cuando los científicos publican análisis de resultados experimentales y obtienen que son significativos estadísticamente o no significativos estadísticamente, están usando este principio de forma implícita, por lo que podría afirmarse que este principio describe mejor el razonamiento científico que el «principio de inducción» original.
Si se usa este principio, no aparece la paradoja. Si se le pide a alguien que escoja una manzana al azar y la muestre, entonces la probabilidad de ver una manzana roja es independiente del color de los cuervos. El numerador será igual al denominador, por lo que la división será igual a uno, y la probabilidad permanecerá inalterada. Ver una manzana roja no afectará la creencia de que todos los cuervos son negros.
Si se le pide a alguien que escoja una cosa no-negra al azar, y muestran una manzana roja, entonces el numerador será superior al denominador por una diferencia mínima. Ver la manzana roja sólo aumentará ligeramente la creencia de que todos los cuervos son negros. Se tendría que ver casi todas las cosas del universo (y comprobar que son no-cuervos) para que aumente de modo apreciable la creencia en «todos los cuervos son negros». En ambos casos, el resultado es de acuerdo a la intuición.

## Sherlock Holmes y esta paradoja
«Cuando han sido descartadas todas las explicaciones imposibles, la que queda, por inverosímil que parezca, tiene que ser la verdadera», dice Sherlock Holmes. A primera vista parece una afirmación razonable, puesto que, en última instancia, remite al viejo y eficaz método de reducción al absurdo. Pero hay un problema: el método de Holmes presupone conocer todas las posibilidades concurrentes en un caso, para luego descartarlas todas menos una en función de su inviabilidad, y ello equivale a un conocimiento pleno —es decir, divino— de la situación y sus circunstancias.
La falacia de Holmes y la paradoja de Hempel lo son, en buena medida, por el hecho de que se refieren a conjuntos inabarcables, prácticamente infinitos, sean las posibles explicaciones de un crimen o los objetos no-negros del universo.